# Wilhelm Pfeiffer (Politiker)
Wilhelm Friedrich Pfeiffer (* im 18. oder im 19. Jahrhundert; † 1856) war ein deutscher Landwirt und Mitglied der kurhessischen Ständeversammlung.

## Leben
Wilhelm Pfeiffer war als Landwirt in Ermschwerd tätig und hatte von 1831 bis 1850 ein Mandat für die Kurhessische Ständeversammlung (1. bis 12. Landtag), jeweils gewählt für die Höchstbesteuerten im Wahlbezirk Eschwege. Das Parlament wurde nach den Unruhen im Jahre 1831 zum Zweck der Beratung und Verabschiedung einer Verfassung gebildet und hatte bis 1866 Bestand, als das Land Hessen durch Preußen annektiert wurde.
Nach seinem Ausscheiden aus dem Landtag übernahm er als Pächter die Domäne in Ermschwerd, die mit der Restitution von Kurhessen 1813 kurhessische Staatsdomäne und dann  verpachtet wurde. 

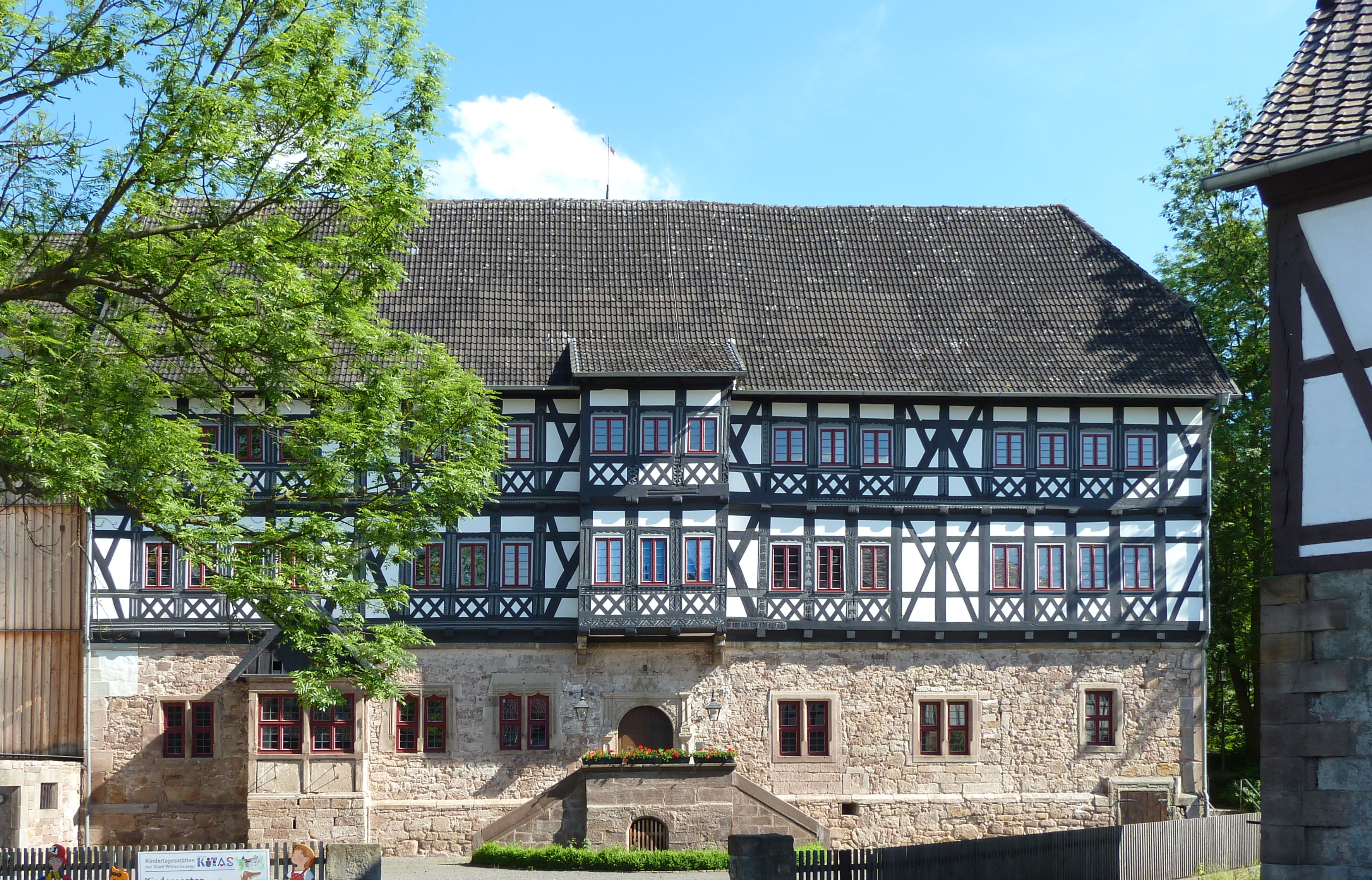
Schloss Ermschwerd: Gepachtet von Wilhelm Pfeiffer, Geburtsort seines Sohnes Friedrich Wilhelm

Er war mit Caroline Liebenroth verheiratet und hatte mit ihr den Sohn Friedrich Wilhelm (1831–1881), der die Domäne als nachfolgender Pächter übernahm. 